# Sonate K. 94
Pour les articles homonymes, voir K94.
La sonate K. 94 en fa majeur est une œuvre pour clavier du compositeur italien Domenico Scarlatti.

## Présentation
La sonate K. 94, en fa majeur, est un Minuet, qui figure en quatrième et dernier mouvement d'une suite désignée sous le nom de « Toccata X », dans l'unique manuscrit connu, Coimbra ms. 58. Scarlatti reprend le thème initial quelques mesures avant la fin, forme très inhabituelle.

## Manuscrit
Le manuscrit unique est celui de la « Toccata X » figurant dans Coimbra ms. 58, no 4.

## Interprètes
La sonate K. 94 est défendue au clavecin par Scott Ross (1985, Erato), Richard Lester (2007, Nimbus, vol. 7), Luca Guglielmi (2002, Stradivarius) et Pieter-Jan Belder (2012, Brilliant Classics).

## Sources
: document utilisé comme source pour la rédaction de cet article.
- Ralph Kirkpatrick (trad. de l'anglais par Dennis Collins), Domenico Scarlatti, Paris, Lattès, coll. « Musique et Musiciens », 1982 (1re éd. 1953 (en)), 493 p. (ISBN 978-2-7096-0118-4, OCLC 954954205, BNF 34689181).
- Alain de Chambure, « Domenico Scarlatti : Intégrale des sonates — Scott Ross », Erato (2564-62092-2), 1985 (OCLC 891183737) .